# محمد سعد الرميحي
محمد سعد الرميحي (6 سبتمبر 1989) لاعب كرة قدم بحريني كان صاحب هدف الفوز في نهائي كأس الخليج 24 للمنتخب البحريني، على المنتخب السعودي، مما قاد بلاده لإحراز أول بطولة في تاريخ مشاركاتها، يلعب حاليا لصالح نادي الدرجة الأولى الحد البحريني في مركز المهاجم من 2015 كما يجيد اللعب في مركز الوسط المهاجم.

## الإنجازات

### الحد
- الدرجة الأولى (1): 2016

### الشخصية
- أفضل لاعب في الدوري البحريني الممتاز 2015–16.[2]
- هداف الدوري البحريني الممتاز 2015–16 برصيد 17 هدف.

## روابط خارجية
- محمد سعد الرميحي على موقع إي إس بي إن إف سي (الإنجليزية)
- محمد سعد الرميحي على موقع قاعدة بيانات كرة القدم.إي يو (الإنجليزية)
- محمد سعد الرميحي على موقع ناشيونال فوتبول تيمز (الإنجليزية)
- محمد سعد الرميحي على موقع Soccerway.com (الإنجليزية)
- محمد سعد الرميحي على موقع عالم كرة القدم.نت (الإنجليزية)